# توم فيريكا
توم فيريكا (بالإنجليزية: Tom Verica)‏ هو ممثل أمريكي، ولد في 13 مايو 1964 بفيلادلفيا في الولايات المتحدة.

## أعمال

### أفلام
- (1990) موت قاسي 2[5][6][7]
- (2002) التنين الأحمر[8][9]
- (2002) القتل بالأرقام[10]
- (2007) زودياك[11][12]

### مسلسلات
- تحسين المنزل
- فضيحة[13]
- كيف تفلت بجريمة قتل[14]
- للشعب
- هاوس

## وصلات خارجية
- توم فيريكا على موقع IMDb (الإنجليزية)
- توم فيريكا على موقع ألو سيني (الفرنسية)
- توم فيريكا على موقع أول موفي (الإنجليزية)
- توم فيريكا على موقع قاعدة بيانات برودواي على الإنترنت (الإنجليزية)
- توم فيريكا على موقع قاعدة بيانات الأفلام السويدية (السويدية)
- توم فيريكا على موقع إن إن دي بي (الإنجليزية)
- توم فيريكا على موقع قاعدة بيانات الفيلم (الإنجليزية)
- توم فيريكا على موقع كينوبويسك (الروسية)